# Sporetus
Sporetus is een kevergeslacht uit de familie van de boktorren (Cerambycidae). De wetenschappelijke naam van het geslacht werd voor het eerst geldig gepubliceerd in 1864 door Bates.

## Soorten
Sporetus omvat de volgende soorten:
- Sporetus abstrusus Melzer, 1935
- Sporetus bellus Monné, 1976
- Sporetus colobotheides (White, 1855)
- Sporetus decipiens Bates, 1866
- Sporetus distinctus Monné, 1976
- Sporetus fasciatus Martins & Monné, 1974
- Sporetus guttulus (Bates, 1864)
- Sporetus inexpectatus Monné, 1998
- Sporetus porcinus Bates, 1864
- Sporetus probatioides Bates, 1864
- Sporetus seminalis Bates, 1864
- Sporetus sticticus Monné M. A. & Monné M. L., 2012
- Sporetus variolosus Monné, 1998
- Sporetus venustus Monné, 1998